# Les Ifs
Les Ifs è un comune francese di 51 abitanti situato nel dipartimento della Senna Marittima nella regione della Normandia.

## Società

### Evoluzione demografica
Abitanti censiti